# Летісія Сантус
Летісія Сантус де Олівейра або просто Летісія Сантус (порт.-браз. Letícia Santos de Oliveira / Letícia Santos; нар. 2 грудня 1994, Атібая, Сан-Паулу, Бразилія) — бразильська футболістка, захисниця німецького клубу «Айнтрахт» (Франкфурт) та національної збірної Бразилії.

## Клубна кар'єра
На дівочому рівні розпочала займатися футболом 2007 року в футбольній школі «Біґ Соккер», а на молодіжному рівні грала за «Палмейрас», «Сантус», «Бангу», «XV де Пірасікаба» та «Кіндерманн». Професіональну кар'єру розпочала 2014 року в «XV де Пірасікаба». Проте майже через чотири місяці залишила команду та перейшла до «Сан-Жозе». 8 січня 2015 року залишила Бразилію та переїхала до Норвегії, де уклала договір з «Авальдснесом». 
За два сезони в Норвегії зіграла 40 матчів, а 16 січня 2017 року Сантос залишила норвезький колектив та приєдналася до клубу німецької жіночої Бундесліги «Санд». 30 вересня 2018 року відзначилася дебютним голом у клубі, відкривши рахунок у переможному (5:0) поєдинку проти менхенгладбахської «Борусії». Напередодні старту сезону 2019/20 років перейшла до іншого представника Бундесліги, «Франкфурта». У липні 2020 року «Франкфурт» увійшов до структури клубу «Айнтрахт» з цього ж міста й , таким чином, став жіночою секцією вище вказаного клубу.

## Кар'єра в збірній
Виступала за молодіжну збірну Бразилії (WU-20), у футболці якої виступала на молодіжному жіночому чемпіонаті 2014 року в Канаді.
У футболці національної збірної Бразилії дебютувала 9 квітня 2017 року в переможному (6:0) иовариському матчі проти Болівії в Манаусі. У жовтні 2017 року Летісія була довикликана до національної команди на міжнародний турнір у Юнчуань 2017 року замість основної правої захисниці Фабіани, яка вибула через розтягнення коліна.

## Досягнення

### Клубні
- Кубок Лібертадорес
  -  Володар (1): 2014

- Ліга Паулісти
  -  Чемпіон (1): 2014

### Національна збірна
- Туронір чотирьох націй у Китаї
  -  Чемпіон (1): 2017